# ナ・スティーナドレヒ
ナ・スティーナドレヒ（Na Stínadlech）は、チェコ・テプリツェにあるサッカー専用スタジアム。FKテプリツェがホームスタジアムとして使用している。

## 概要
チェコ国内ではフォルトゥナ・アレナとスタディオン・エヴジェナ・ロシツケーホに次いで3番目に大きいサッカー専用スタジアムである。UEFAスタジアムカテゴリーでは最高評価となる星4を獲得しており、UEFA主催の国際大会全てを開催できる。こけら落しは1973年5月9日、ブルガリアのサッカークラブであるPFCスラヴィア・ソフィア対FKテプリツェの試合で行われ、13,000人の観客が試合を観戦した。1990年代から2010年代にかけてはサッカーチェコ代表の国際Aマッチも定期的に開催されており、ラストマッチとなった2012年12月のフィンランド代表戦まで合計して20試合が戦われた。なお、この試合の戦績は18勝1分1敗と高い勝率を誇った。
2016年9月、スタジアムの命名権を取得した国内のガス会社であるAGGグループにより、AGCアレーナ（AGC Aréna）と命名された。

## 開催された主なイベント

### サッカー
- FIFAワールドカップ・予選 : 4回 (1998, 2002, 2006, 2010)
- UEFA欧州選手権予選 : 3回 (2000, 2004, 2008)

### コンサート
- カバート（英語版） : 3回 (2013, 2015, 2019)

### その他
- ピンク・パンサー撮影舞台 (2004年)

## ギャラリー

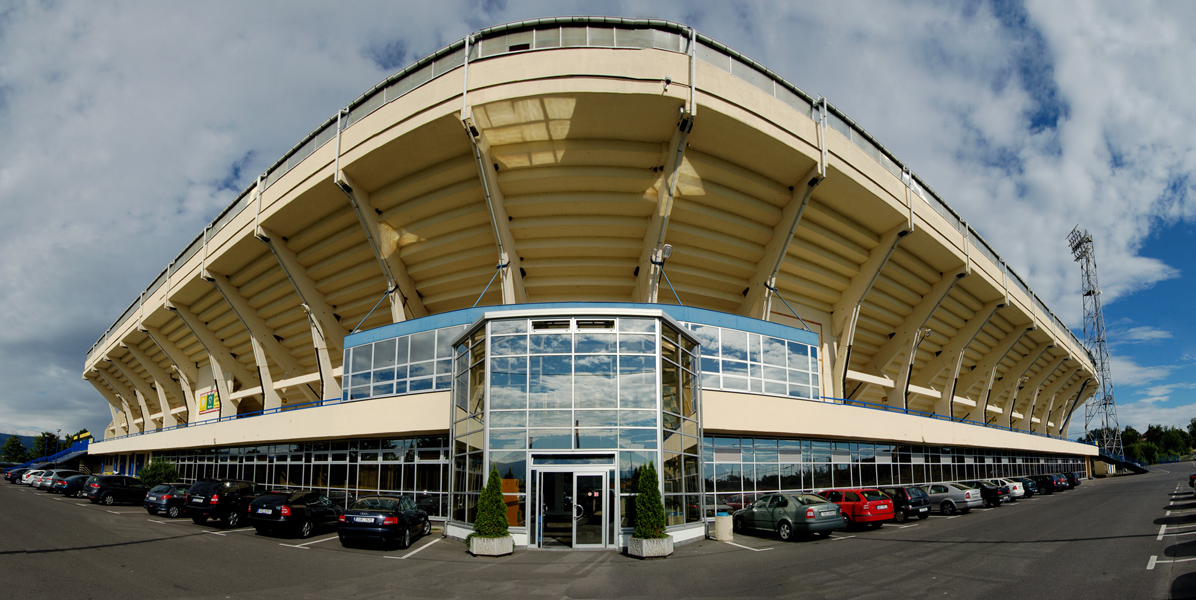
正面入口
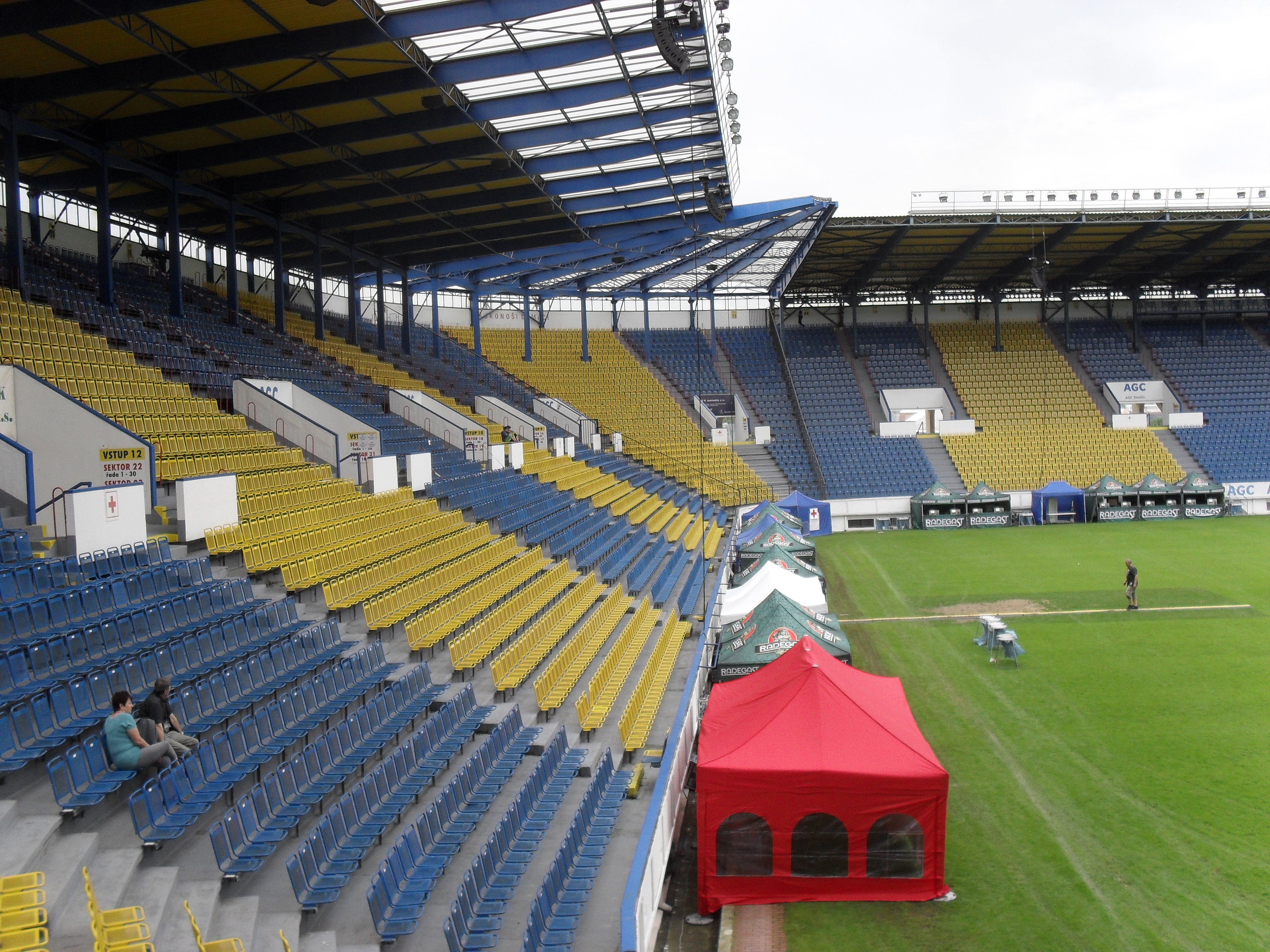
スタンド
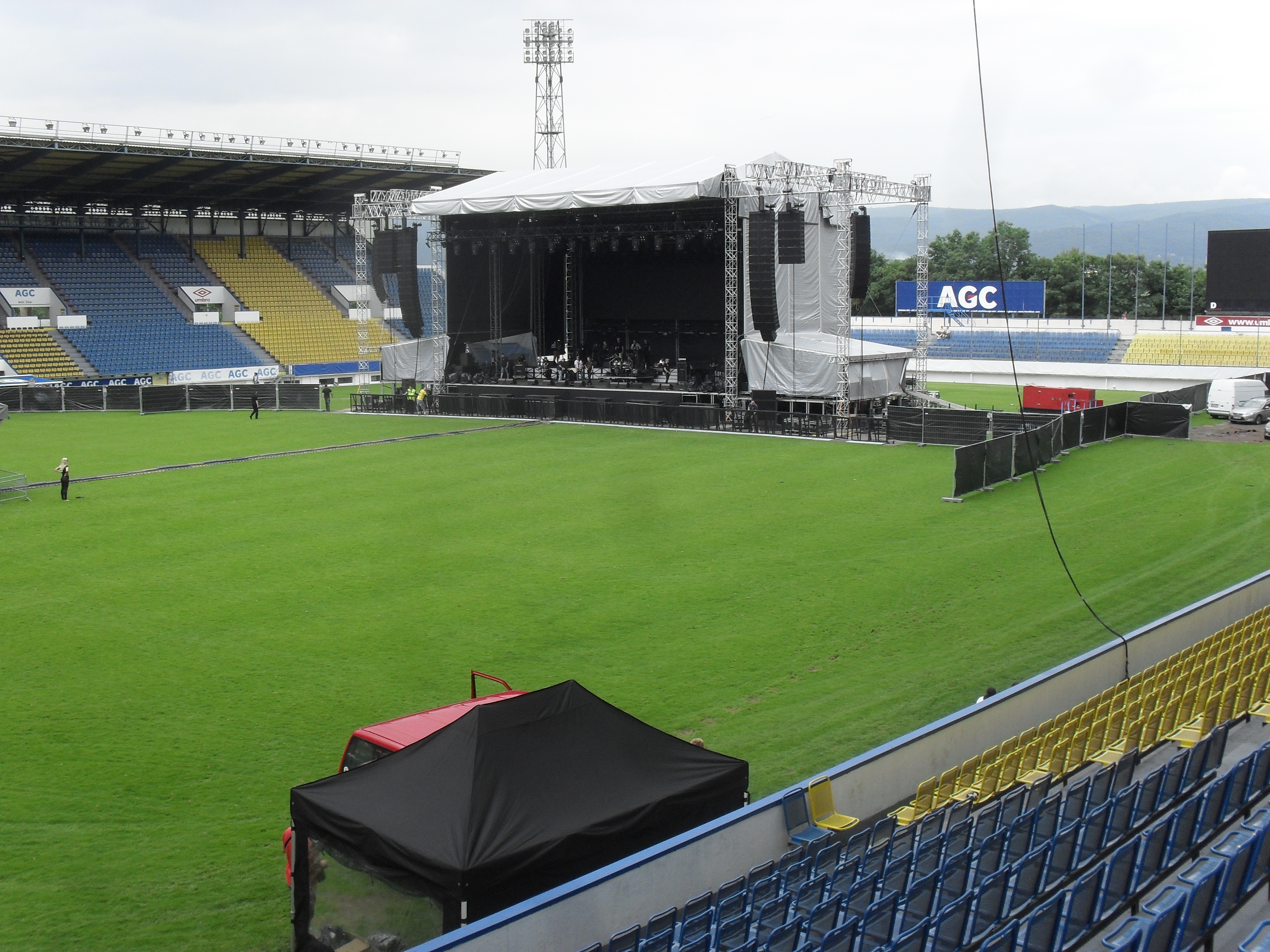
コンサート会場設営